# Весела Роща (Белебеївський район)
Весела Ро́ща (рос. Весёлая Роща, башк. Весёлая Роща) — присілок у складі Белебеївського району Башкортостану, Росія. Входить до складу Малиновської сільської ради.
Населення — 73 особи (2010; 48 в 2002).
Національний склад:
- росіяни — 54 %